# Władysław Nikliborc
'Władysław Michał Nikliborc (Wadowice, 2 de janeiro de 1889 – Varsóvia, 1 de março de 1948) foi um matemático polonês.
Obteve um doutorado em 1924 na Politécnica de Lviv, orientado por Stanisław Zaremba.